# Sampuru

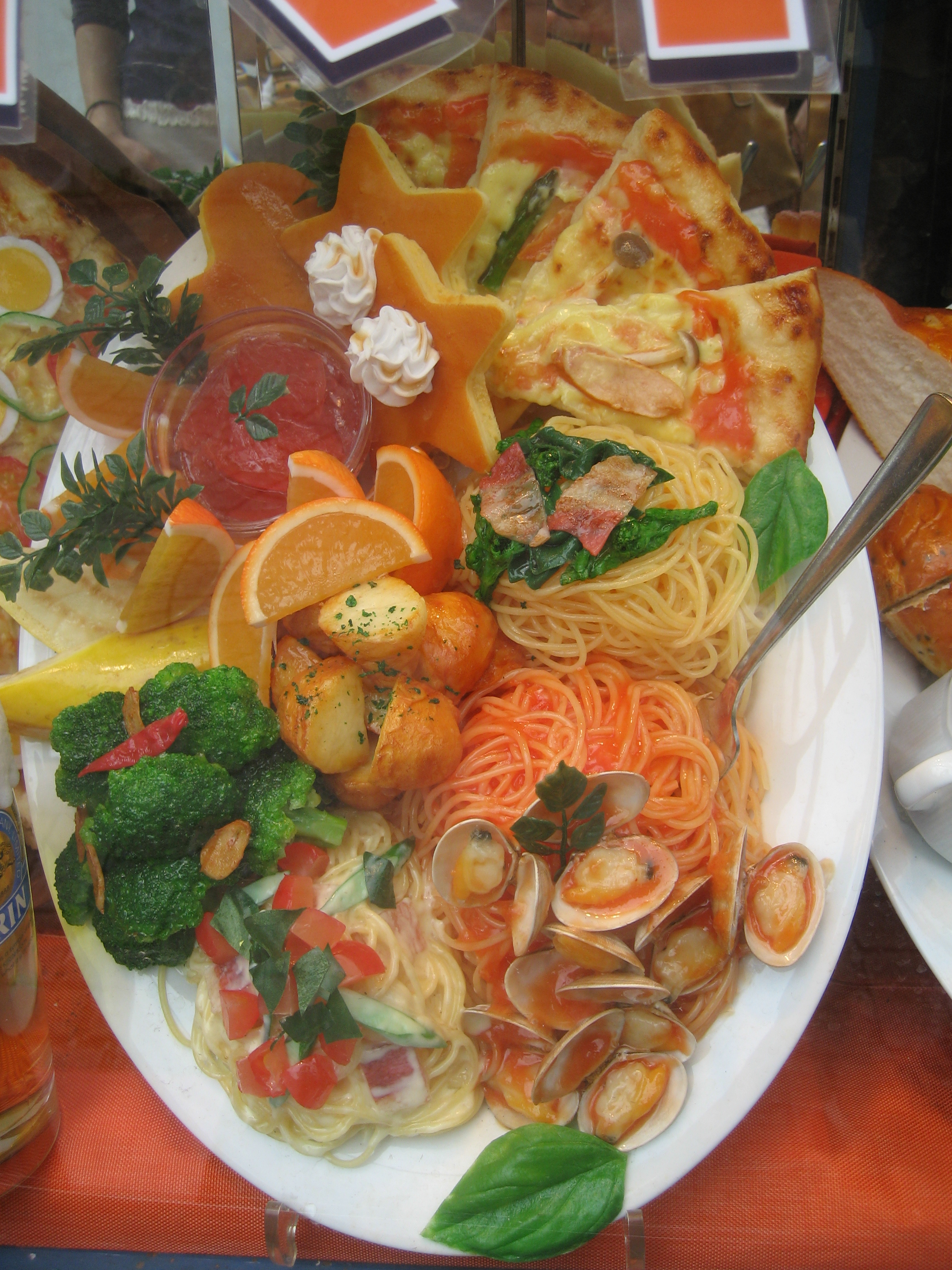
Nourriture de démonstration en plastique dans la vitrine d'un restaurant au Japon.

Un sampuru (食品サンプル, shokuhin-sanpuru, « exemple de nourriture », de l'anglais sample) est une réplique d'un produit alimentaire, exposée dans les vitrines et sur les étals extérieurs dans un très grand nombre de restaurants au Japon. Très réaliste, elle sert à montrer aux clients les différents plats et leurs prix.
L'industrie de la réplique alimentaire en plastique au Japon génère des revenus estimés à plusieurs milliards de yens par an.
En France, ces répliques de nourriture sont principalement utilisées par les magasins de meubles qui les utilisent pour donner un aspect vivant et habité à leurs salons d'exposition, mais elles sont inexistantes dans les restaurants.

## Fabrication

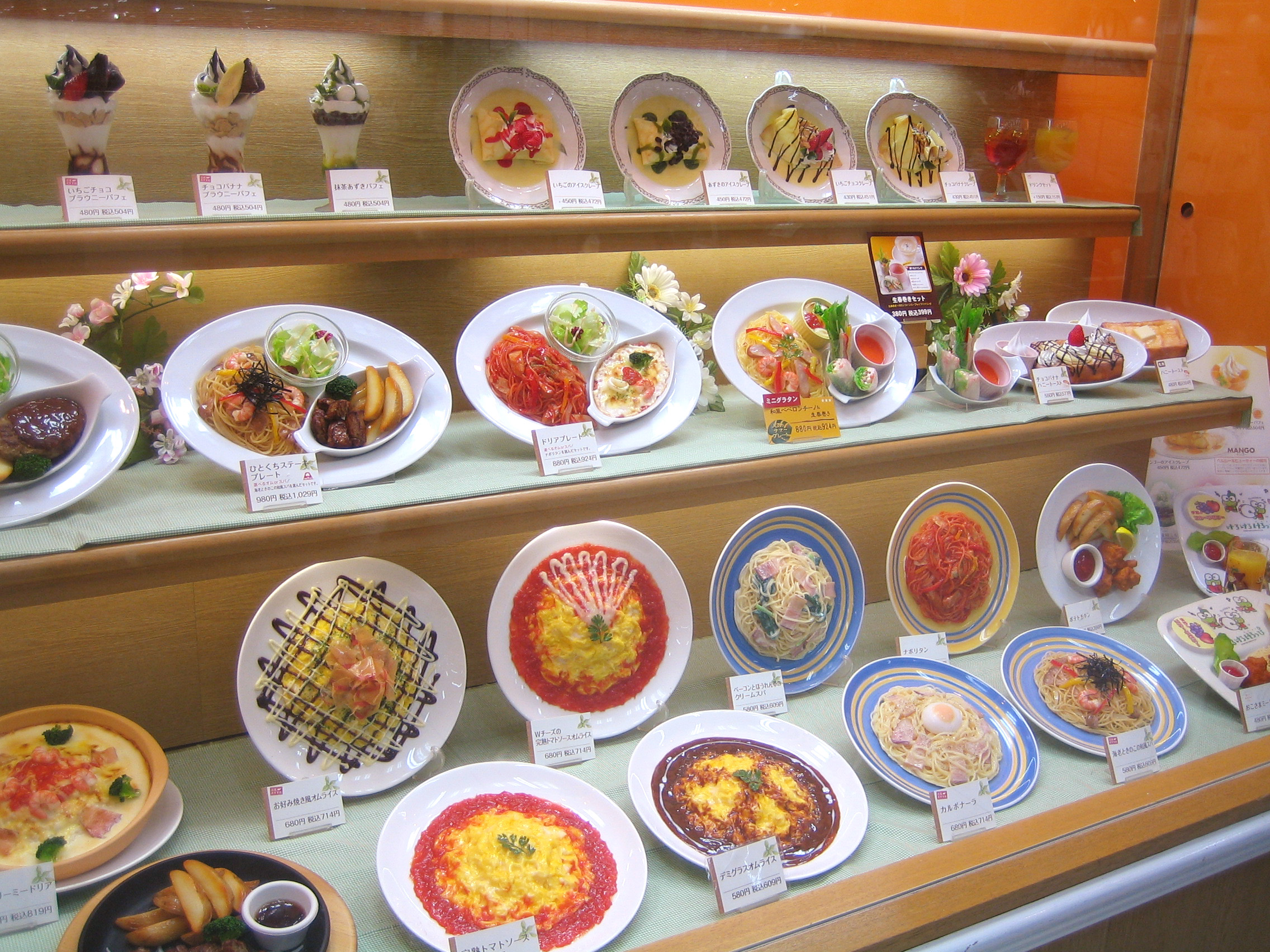
Modèle de plats dans un restaurant au Japon.

Jadis en cire, elles sont maintenant en plastique. Ces imitations sont le plus souvent faites à la main à partir de chlorure de vinyle. Il en résulte une exposition des ouvriers qui les fabriquent à cette substance nocive pour la santé.[réf. souhaitée]
Les sampuru sont quasiment tous uniques : les modèles sont modifiés en fonction de chaque restaurant pour ressembler au plus près à ce qui est servi ; même des plats très communs comme les ramen sont réalisés de manière différente pour chaque restaurant. Pendant la fabrication, les faux ingrédients sont souvent découpés et combinés de manière similaire à la recette du plat qu'ils vont représenter.
Cet artisanat a été élevé au rang d'art. Les productions de la compagnie japonaise de sampuru Maizuru Company ont été exposées à Londres au Victoria and Albert Museum en 1980. Des compétitions de réalisation de sampuru se tiennent régulièrement.
Les fabricants de ces imitations gardent leurs comptes secrets car leurs activités sont lucratives ; l'industrie, selon des estimations prudentes, générerait des milliards de yens par an. Un seul restaurant peut commander un menu complet en plastique, ce qui coûte plus d'un million de yens. Les répliques en plastique sont beaucoup plus chères que les aliments qu'elles imitent, mais peuvent durer indéfiniment. Pour cette raison, de nombreuses entreprises fabriquant de faux aliments ont des bénéfices stagnants ou en déclin. Depuis la fin du XXe siècle, les fabricants se sont intéressés aux marchés proches que sont la Chine et la Corée du Sud.

## Fabricants

Une fausse pomme (à droite), utilisée en décoration, comparée à une vraie pomme (à gauche).

Au sein de ce marché coexistent de petites entreprises tenues par un seul salarié et des grands groupes. Des sampuru peuvent être trouvés et achetés à Kappabashi-dori, la rue destinées aux restaurateurs à Tokyo et aussi à Doguyasuji, une rue dans le quartier de Namba à Osaka. Des usines sont situées à Gujō. Parmi les acteurs majeurs de ce secteur, on peut citer Iwasaki Be-I, le plus grand fabricant du Japon, fondé par Takizo Iwasaki (en) en 1932, et Maiduru (Maizuru), un autre grand et ancien fabricant.

## Galerie

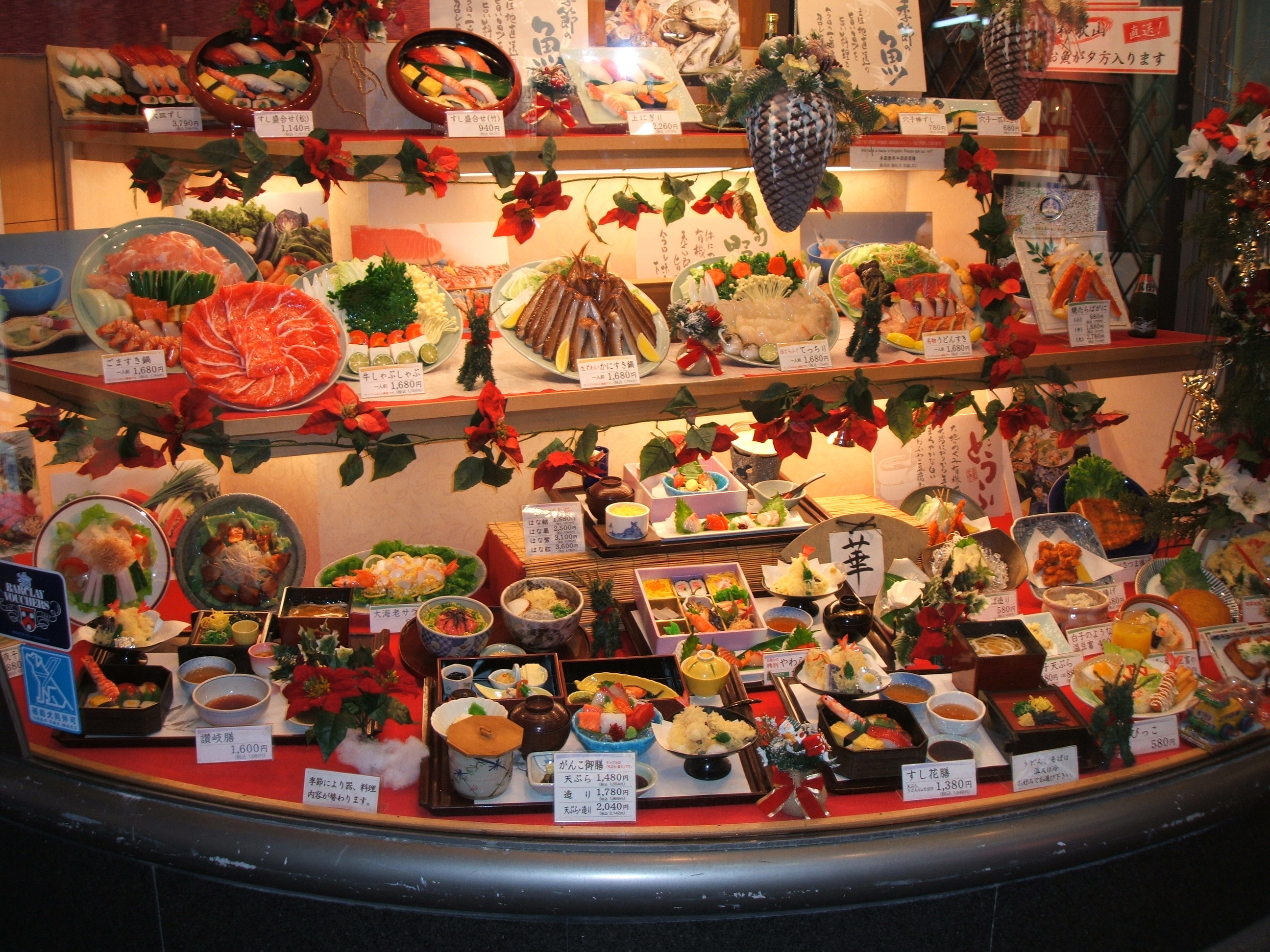
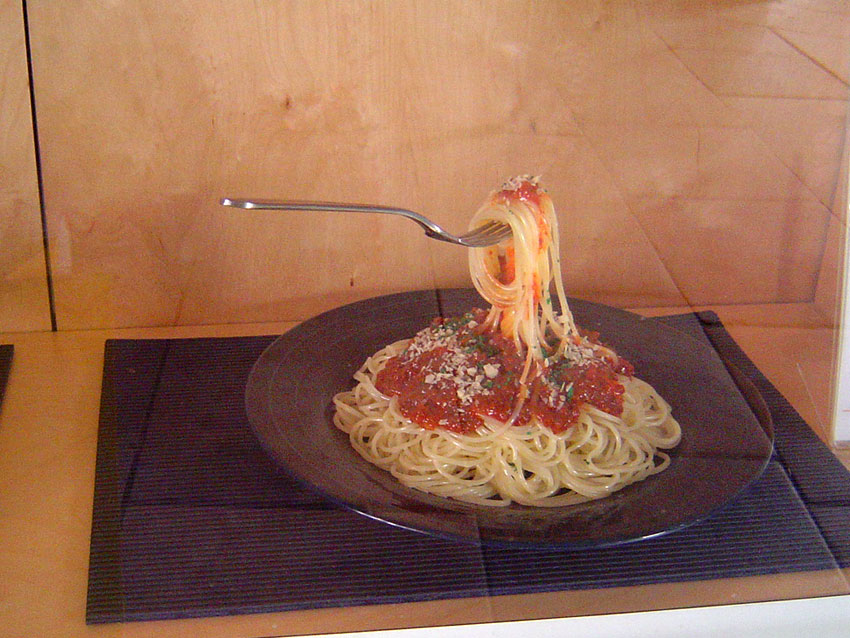
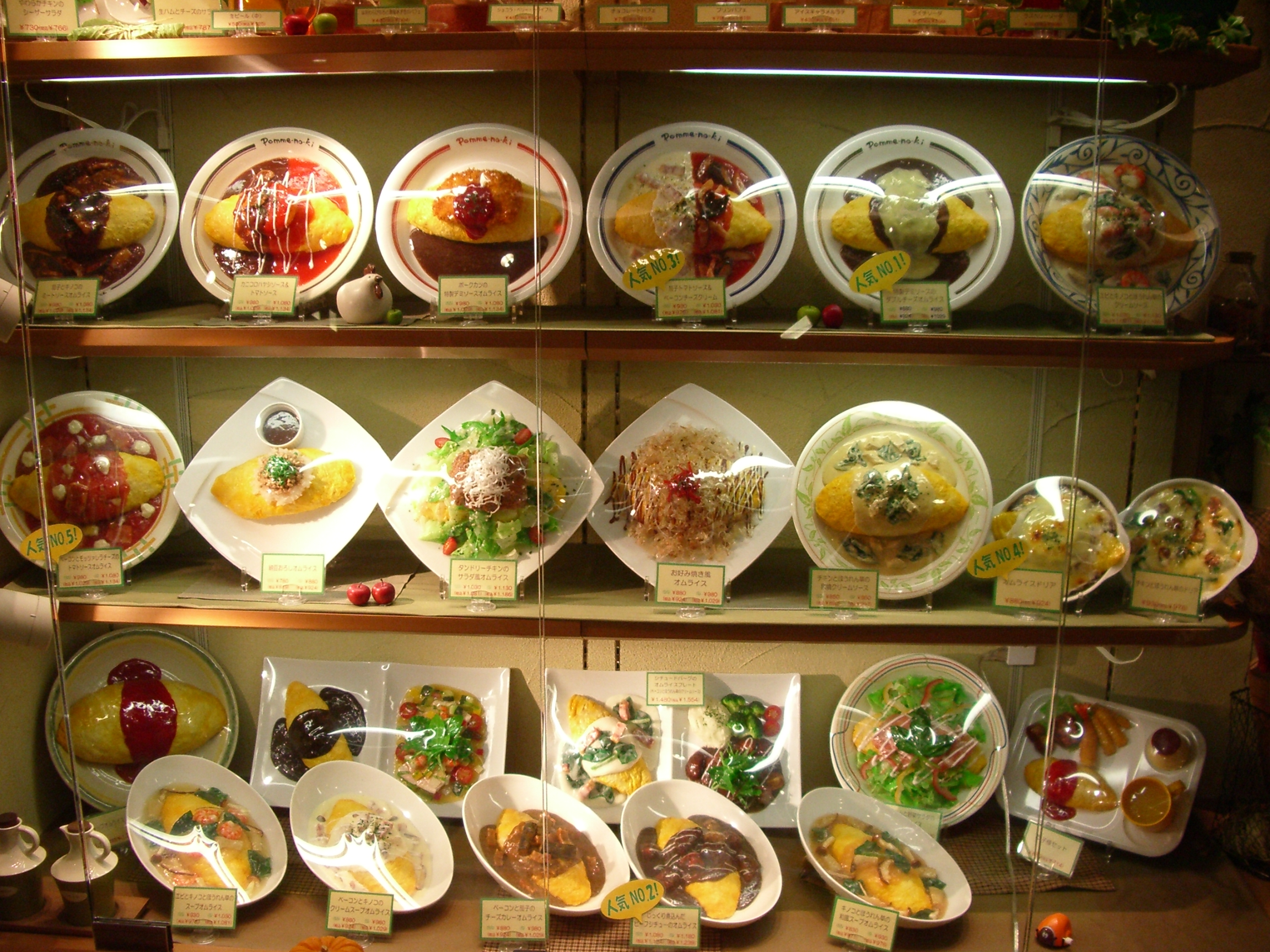
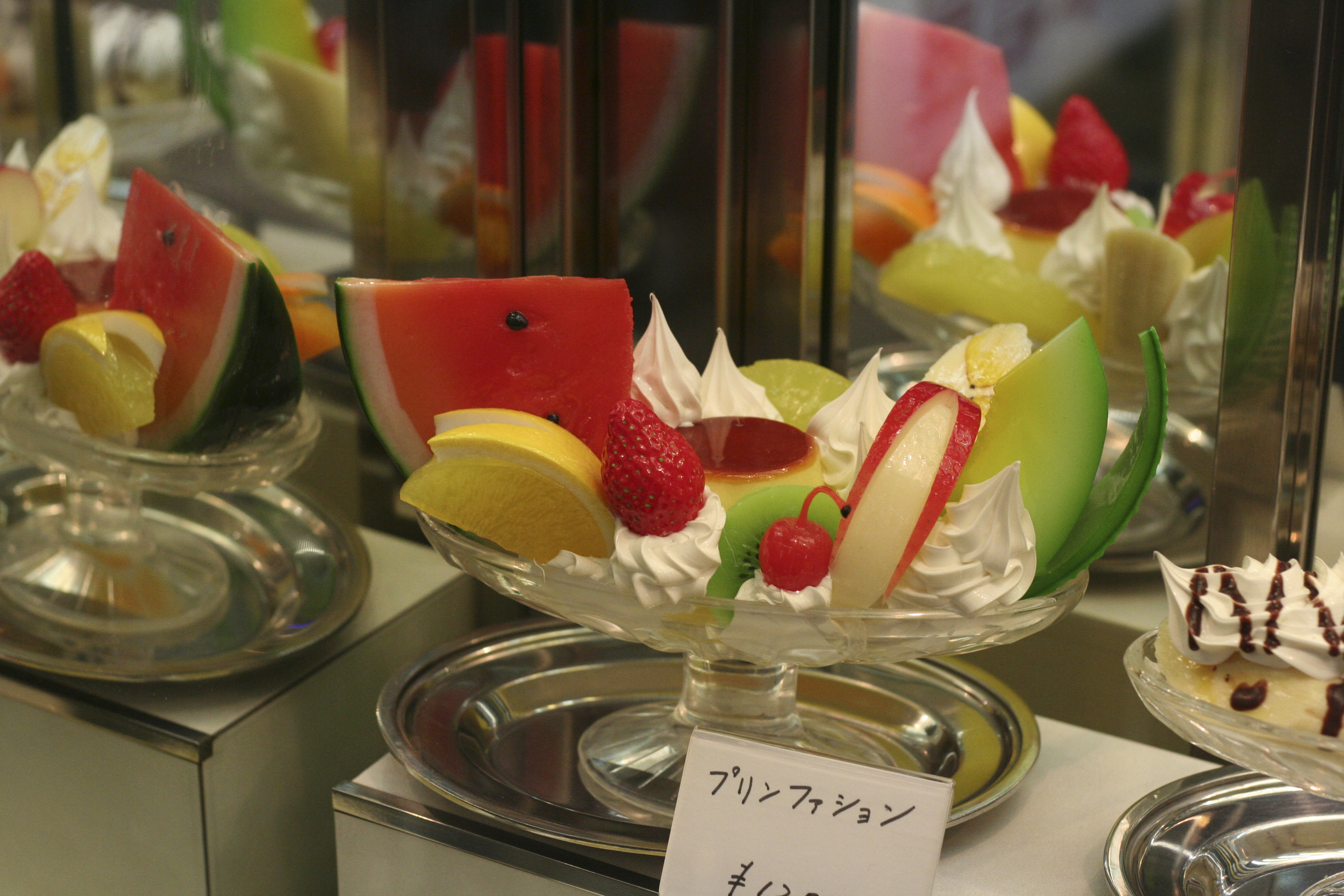
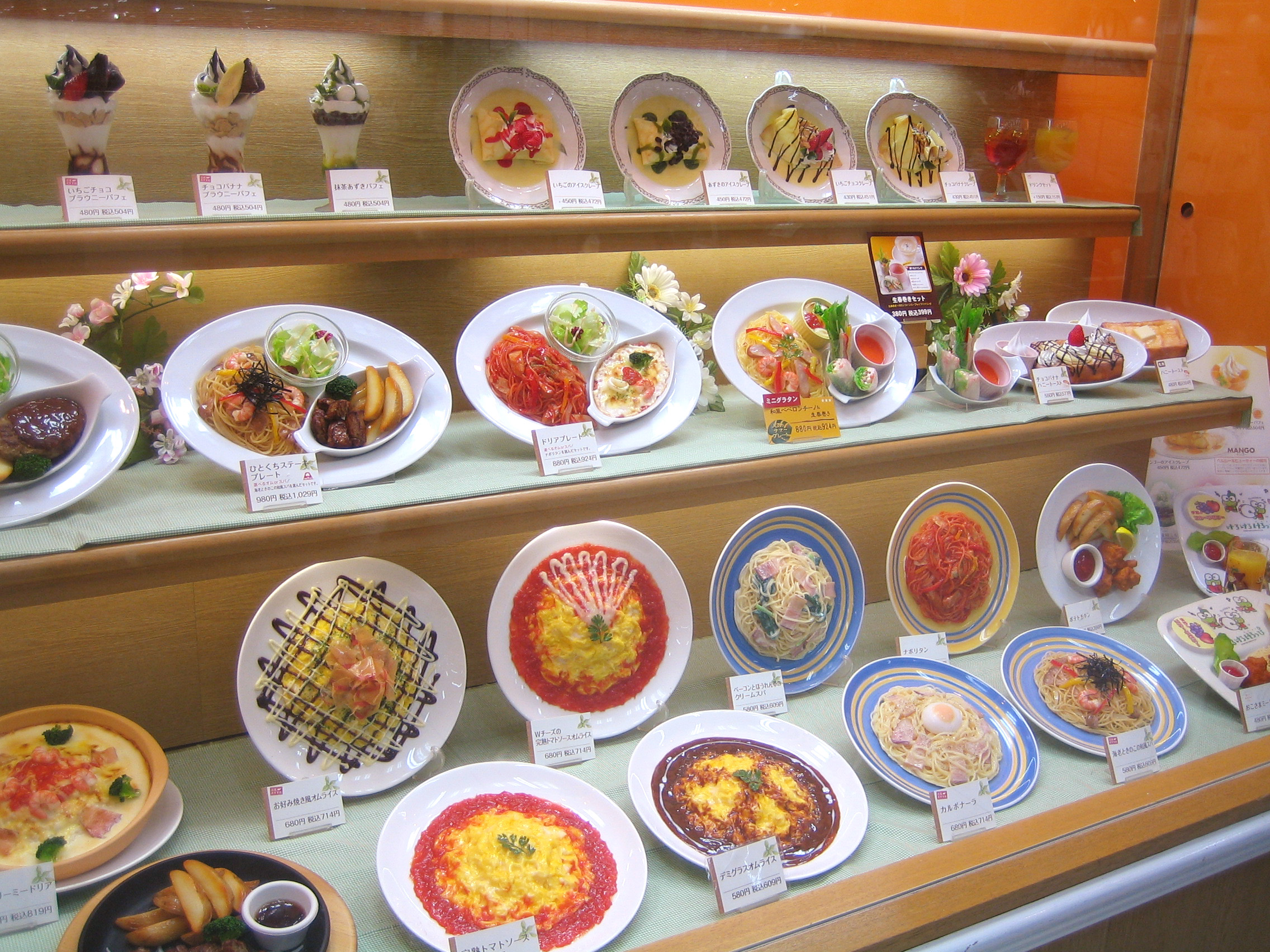
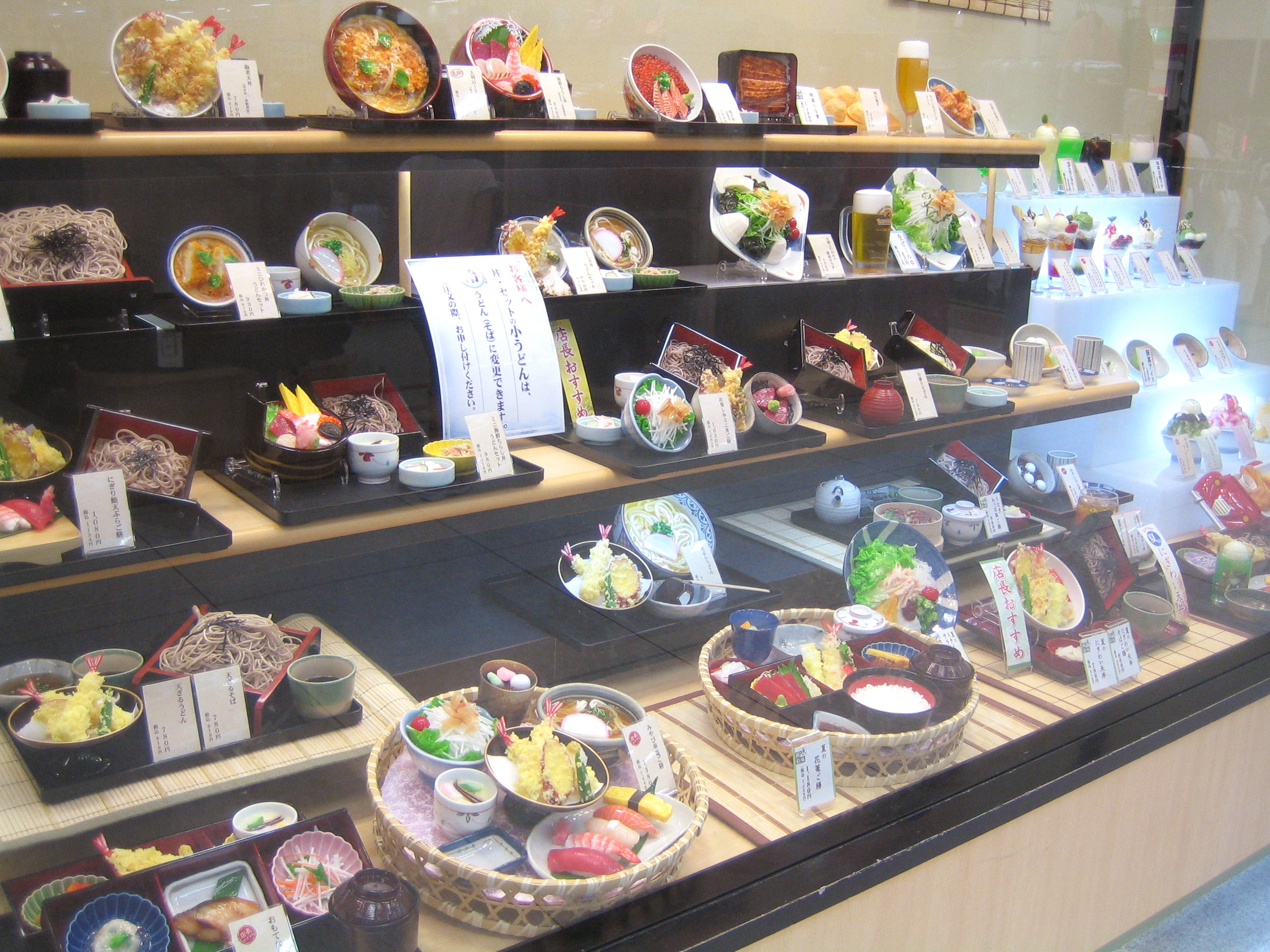
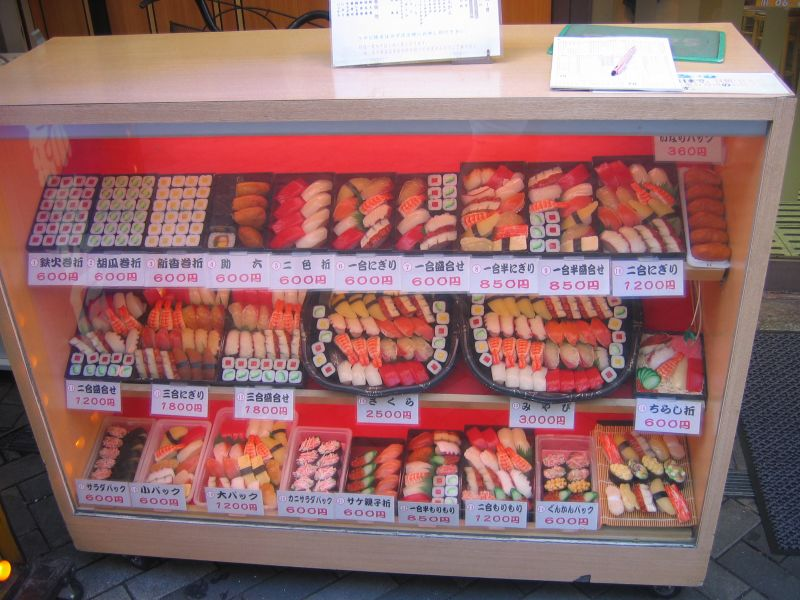
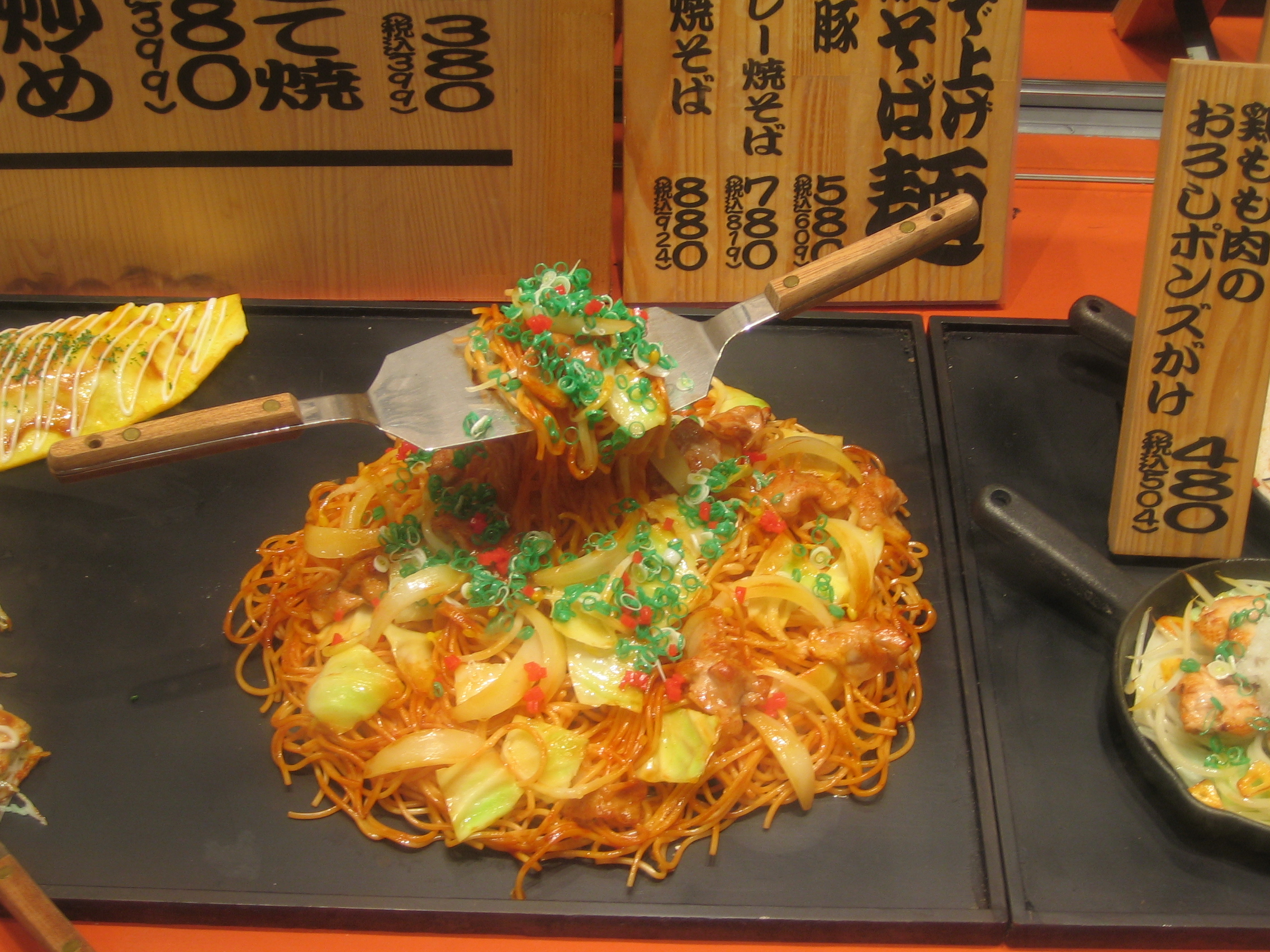
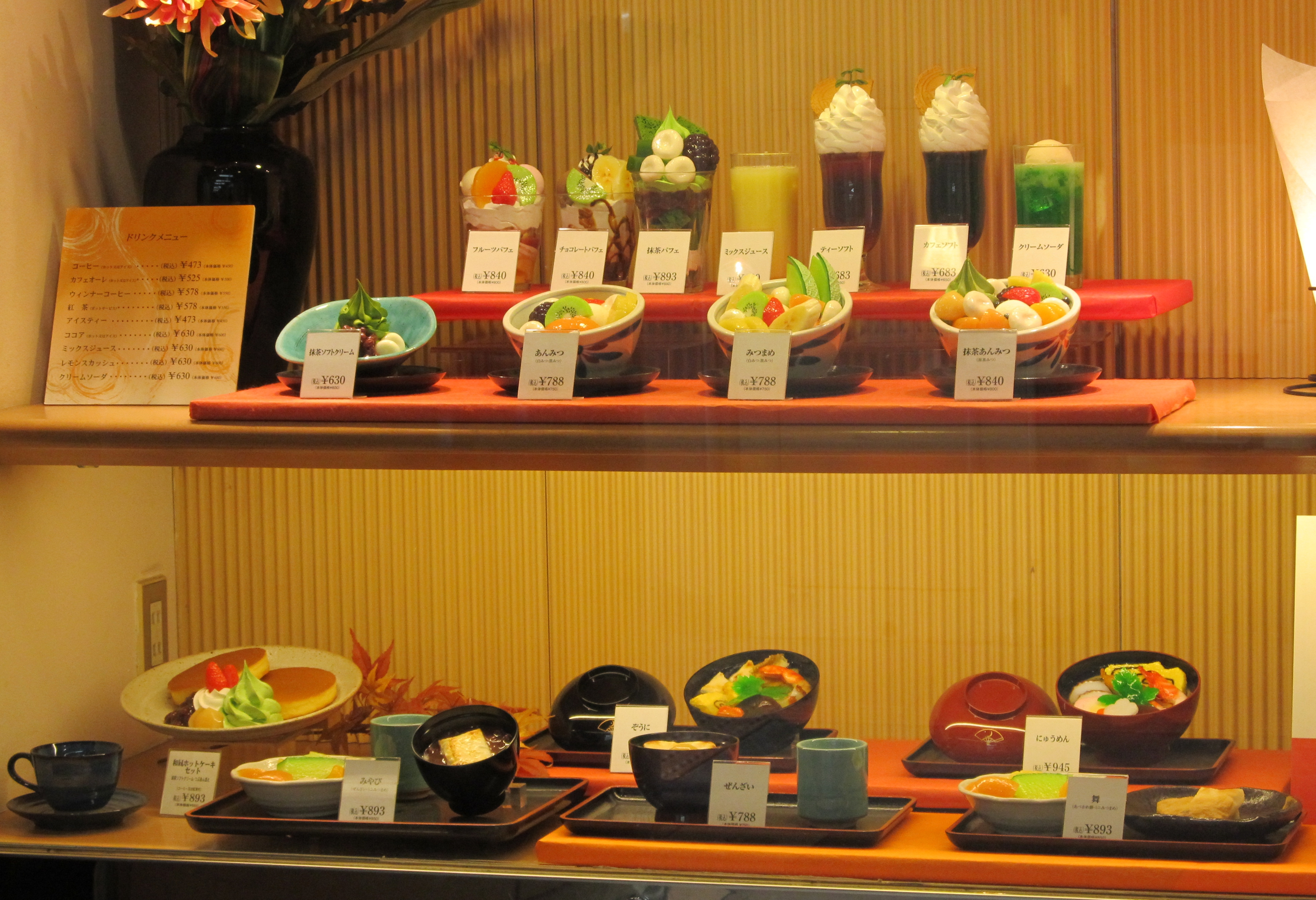
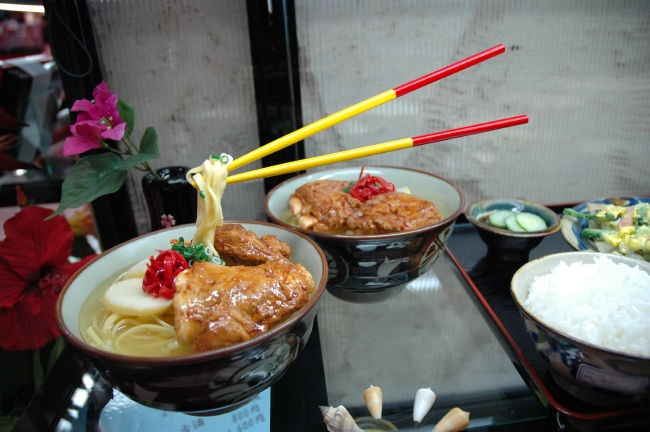
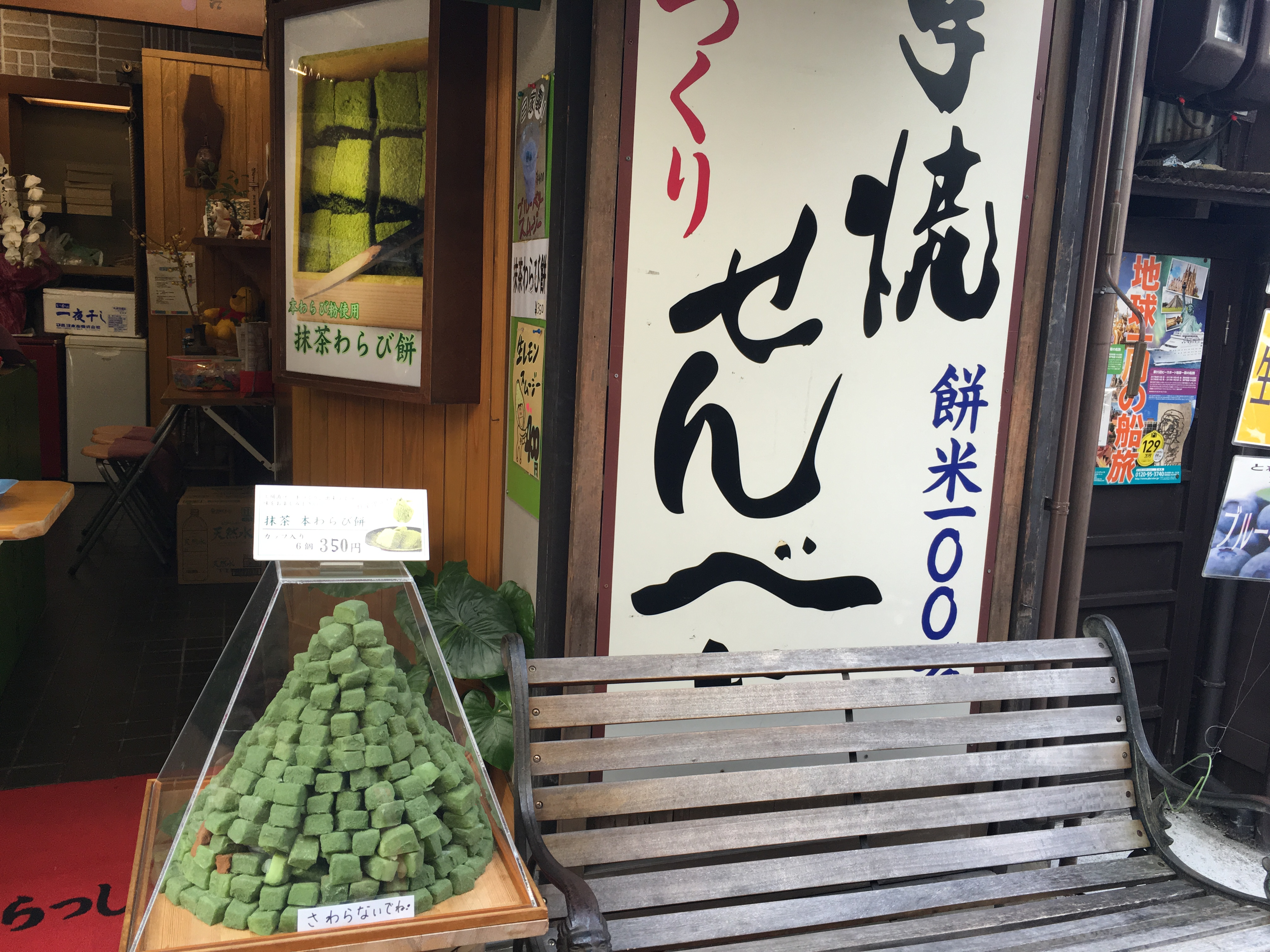
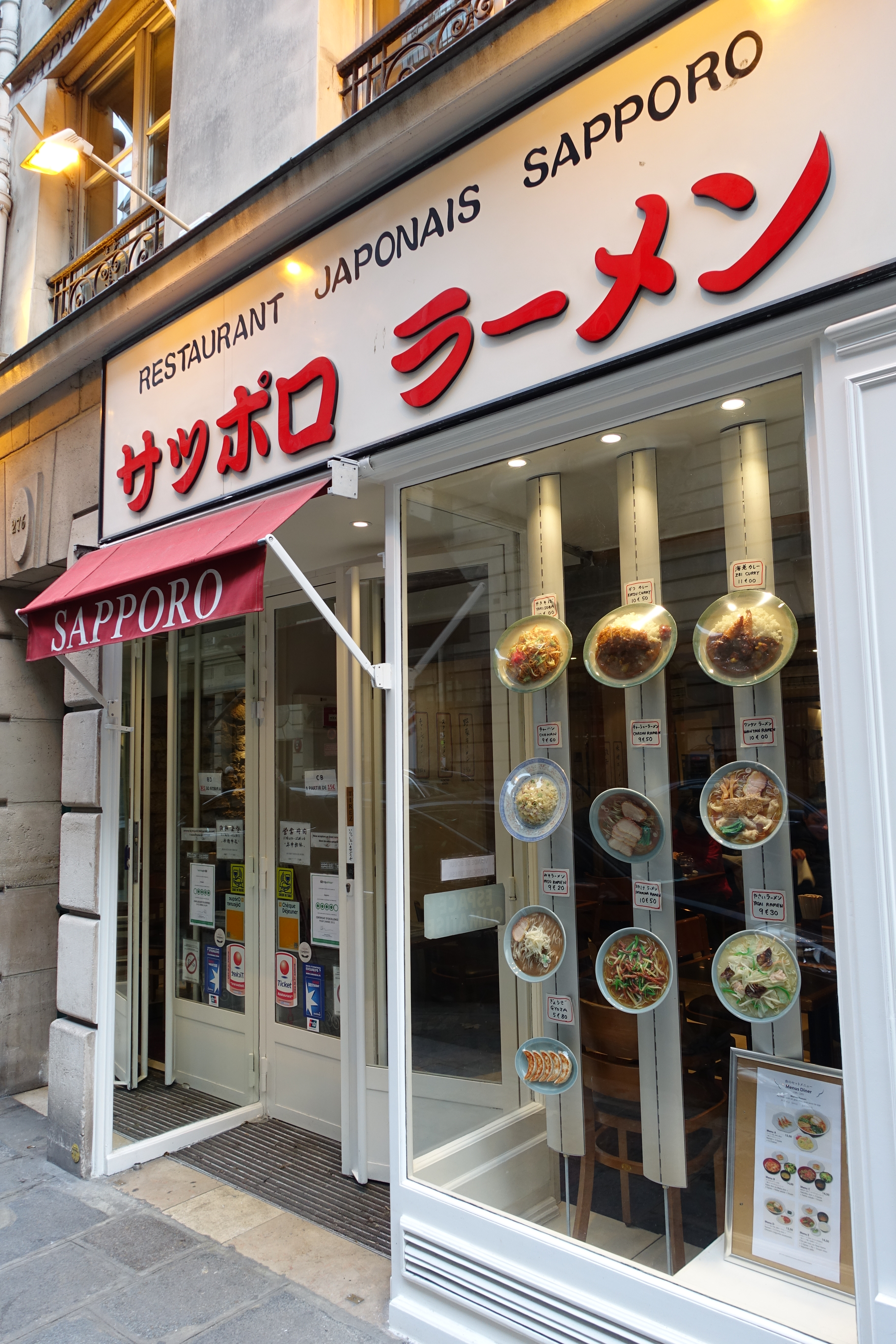
Restaurant japonais à Paris.
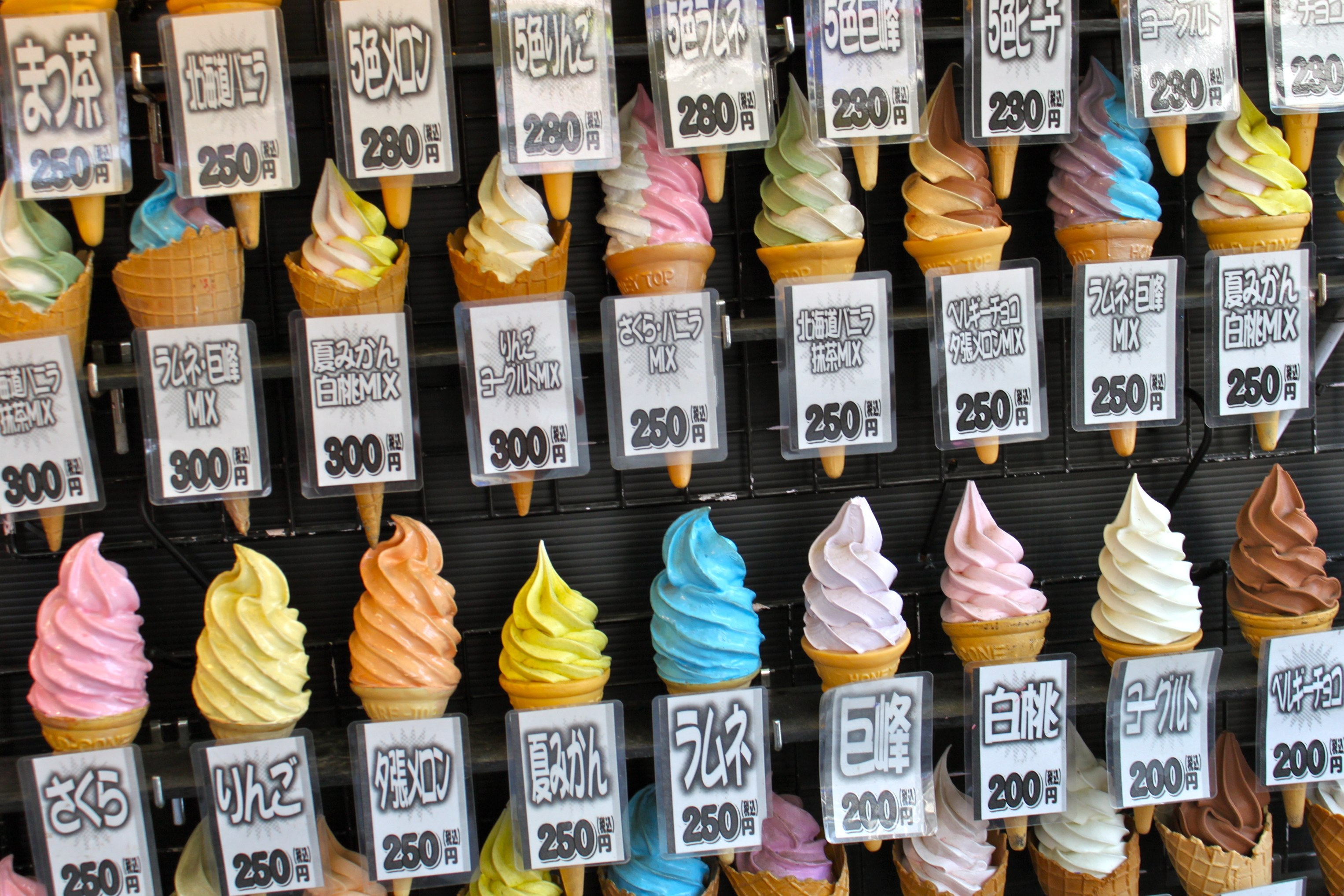
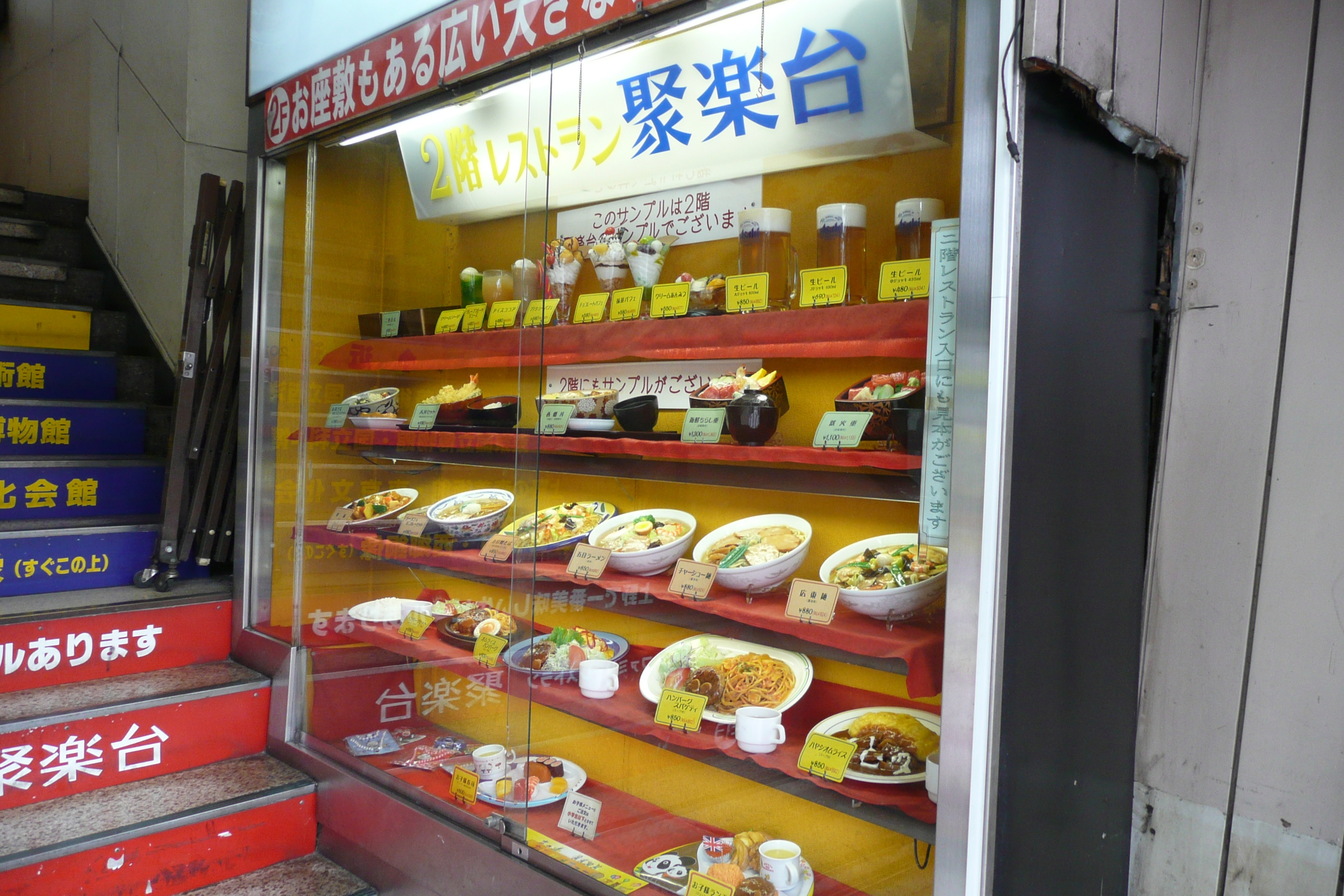
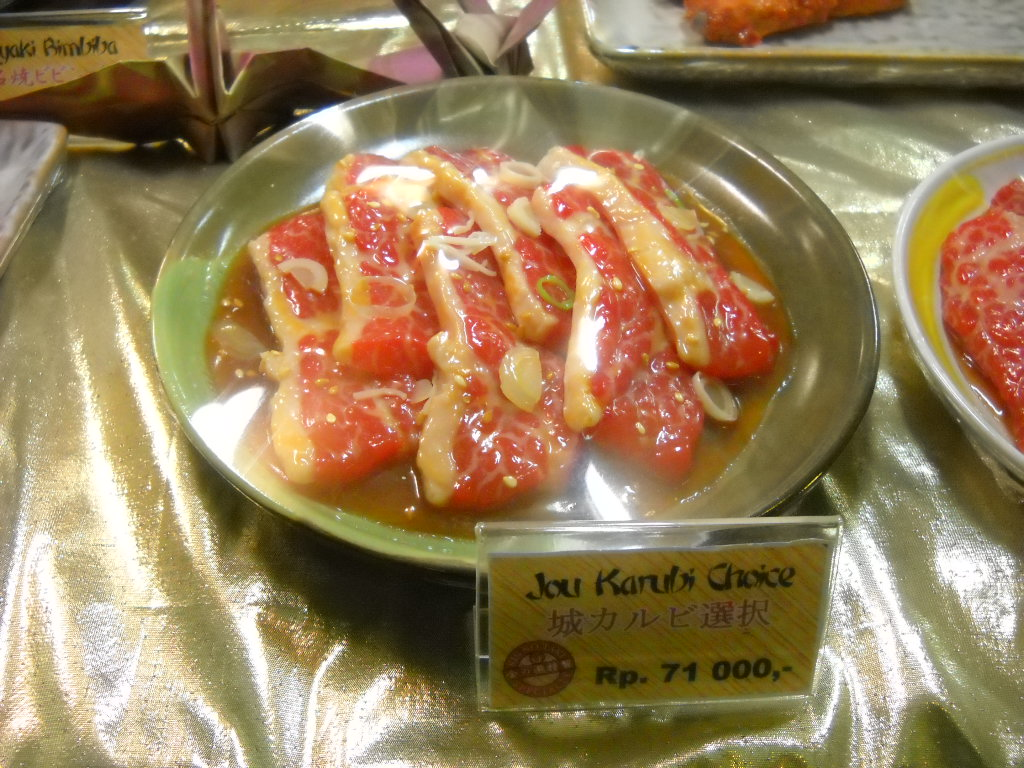
En Indonésie.